# Izvoru de Sus, Argeș
Izvoru de Sus este un sat în comuna Vedea din județul Argeș, Muntenia, România.